# Bairro dos Ingleses

Bairro dos Ingleses em dezembro de 1928.

O Bairro dos Ingleses é um bairro não oficial da cidade do Rio de Janeiro localizado, em sua maior parte, no bairro de Maria da Graça e, em uma pequena parte, no bairro de Del Castilho. Seu perímetro consiste na triangulação entre a Avenida Dom Hélder Câmara, a Rua Carneiro Ribeiro e a Linha 2 do Metrô do Rio de Janeiro. Abrange as ruas Silva Rosa, Ferreira Cardoso, Pires de Carvalho, Domingos de Barros, Resende Costa, Jacutinga, Guanacás, Antônio de Freitas, Atílio Milano, Travessa Malafaia e parte da rua Conde de Azambuja, totalizando uma área de aproximadamente 200.000 metros quadrados.

## História
O bairro surgiu com a criação do "Bairro-Jardim Maria da Graça" pela Companhia Immobiliaria Nacional S/A, no ano de 1925, inspirado no conceito de bairro-jardim, sendo, portanto, planejado segundo o conceito inglês de garden city, o qual apresenta praças, intensa arborização, amplas calçadas e traçado urbano diferenciado, como ruas sinuosas.
O nome Bairro dos Ingleses deve-se ao grande número de britânicos, contratados pela extinta Companhia Nacional de Tecidos Nova América, que moravam no local pelo fato de a empresa ter adquirido e construído diversos imóveis no bairro com a finalidade de acomodar esses funcionários e suas famílias, os quais, não somente ingleses como também alemães, franceses, japoneses, espanhóis e portugueses ocupavam os cargos mais elevados da fábrica.
Ao final dos anos 1980, a Companhia começou a vender os seus imóveis no Bairro dos Ingleses após uma queda vertiginosa na produção e contratação de mão de obra que culminou com a desativação das suas instalações em 1991. Diversos desses imóveis foram comprados pelos próprios funcionários estrangeiros ou pelas suas famílias.
Setenta anos após a fundação da fábrica, em 1995, passou a funcionar no mesmo prédio o Shopping Nova América, que preservou a arquitetura original manchesteriana, com grandes fachadas de tijolos maciços expostos, a qual não negava a influência da Inglaterra em sua produção.

## Arquitetura
O Bairro dos Ingleses ainda preserva diversos imóveis construídos tanto pela Companhia Immobiliaria Nacional S/A quanto pela Companhia Nacional de Tecidos Nova América. Muitas das casas, inclusive, foram as primeiras do bairro de Maria da Graça e datam de meados da década de 1920, possuindo estilos arquitetônicos variados como o germânico, o bungalow, o neocolonial, o art déco, o neoclássico e, também, estilos que não seguem uma determinada pureza formal.
Pelo fato de terem sido projetadas para servirem como residência de funcionários do alto escalão da empresa de tecidos, suas residências são, em geral, grandes e bem acabadas. Por isso, o bairro é reconhecido no mercado imobiliário como a área mais valorizada dos bairros de Maria da Graça e Del Castilho, como também uma área nobre da Zona Norte carioca.

## Lazer
Devido às ruas arborizadas e calçadas largas, o local é utilizado pelos moradores para passeios e caminhadas assim como para a prática de esportes ao ar livre.
O tamanho original das residências do Bairro permitiu que algumas delas fossem adaptadas para se tornarem casas de festas as quais, preservando o estilo clássico, realizam casamentos, aniversários de quinze anos, festas de bodas, dentre outras comemorações de gala.
Mensalmente realiza-se no Largo da Rua Pires de Carvalho a "Feira do Bairro dos Ingleses. Criada em 2017, com suas tradicionais barracas padronizadas nas cores vermelho e branco, a feira incentiva a economia local e possui música ao vivo, venda de artesanato e parte gastronômica, além de recreação infantil.
Próximo á estação do metrô, o Bairro conta com diversos bares, que também possuem música ao vivo, e estacionamentos.

Há, ainda, na Rua Silva Rosa, o famoso "Clube do Pepino", local sede da tradicional sociedade luso brasileira fundada em 15 de Março de 1958 Banda Irmãos Pepino, que aluga seu ginásio desportivo para colégios e para a prática dos mais diversos esportes como também para eventos.